# 前田昌宏
前田 昌宏（まえだ まさひろ、1973年 - ）は、日本の仏師　。浄土宗僧侶。

## 来歴
1973年和歌山県生まれ。1991年、佛教大学別科（仏教専修）に入学すると同時に佛教大学通信教育課程文学部仏教学科に入学。
1992年に浄土宗教師（浄土宗僧侶）資格を取得、1993年に別科を修了し、通信教育課程から佛教大学通学課程の文学部仏教学科に転籍した。1996年卒業。卒業後の1999年に仏師として独立し、現在に至る。約15年前に始まった仏像教室は8カ所に増え、佛教大学オープンラーニングセンターでも仏像教室の講師を務めている。浄土宗浄土院仏師僧。浄土宗芸術家協会常任理事。

## 出演
- NHK京コトはじめ - 2021年4月23日[4]